# Паринирвана
В Будизма терминът Паринирвана (санскрит: parinirvāṇa IAST; пали: parinibbāna IAST) е често използван и се отнася до нирвана-след-смъртта, която възниква при физическата смърт на някой, който е постигнал Нирвана по време на живота си. Това включва освобождение от самсара, кармичните причини за прераждане, както и разтваряне на скандхите.
Денят на Нирвана е специален ден в Махаяна Будизма, отбелязващ на Паринирвана от Буда .